# Niedersächsische Sparkassenstiftung
Die Niedersächsische Sparkassenstiftung in Hannover ist eine Stiftung zur Förderung der Bildenden Kunst, der Musik, der Museen und der Denkmalpflege in Niedersachsen. Mit einem Stiftungskapital von rund 18,5 Millionen Euro, einer Bilanzsumme von rund 67 Millionen Euro und etwa 3,5 Millionen Euro herausgegebenen Fördergeldern jährlich, gehört die Einrichtung, die mit der VGH-Stiftung kooperiert und eine gemeinsame Geschäftsführung tätigt, zu den größten Kulturstiftungen in Norddeutschland. Sie besitzt eine große Sammlung Zeitgenössischer Kunst und hat eine Reihe eigener Preise und Veranstaltungen wie die Niedersächsischen Musiktage initiiert.

## Geschichte
Die Stiftung wurde 1985 von niedersächsischen Sparkassen und der Norddeutschen Landesbank gegründet. Träger war von Anfang an der Sparkassenverband Niedersachsen. Zu den Förderzielen zählt auch die Niederdeutsche Sprache.
Seit dem Jahr 2000, als die VGH Versicherungen anlässlich des 250-jährigen Jubiläums die VGH Stiftung gründeten, wurde die Geschäftsführung der beiden Stiftungen gemeinsam geführt.

## Aktivitäten
Die Stiftung hatte im Jahr 2008 eine eigene Kunstsammlung aufgebaut mit mehr als 1200 Werken zeitgenössischer Künstler. Die Stücke werden teils in Wanderausstellungen oder auch als Leihgaben in niedersächsischen Museen präsentiert.
Seit 1991 wurde die Vergabe des ursprünglich von dem Kunstmäzen Bernhard Sprengel 1979 gestifteten Sprengel-Preises für Bildende Kunst (dotiert mit 12.500.- €) jährlich übernommen. Ab 1995 kam der Kurt-Schwitters-Preis hinzu, so dass sich beide Preisvergaben jetzt im Zwei-Jahres-Rhythmus abwechseln.
Die Niedersächsische Sparkassenstiftung richtet alle zwei Jahre den Plattdeutschen Lesewettbewerb aus und vergibt den Lüttjepütt-Preis und den Quickborn-Preis für Verdienste um die niederdeutsche Sprache sowie den Hans-Henning-Holm-Preis für Leistungen auf dem Gebiet des niederdeutschen Hörspiels.
Von 1986 bis 2018 vergab die Stiftung alle zwei Jahre den Preis für Denkmalpflege, der das gemeinnützige Engagement privater Denkmaleigentümer würdigte.
Seit 2014 führt die Stiftung den hbs kulturfonds als Nachfolgerin der 1998 gegründeten hbs Kulturstiftung. Er vergibt alle zwei Jahre auf Vorschlag einer Jury einen mit 15.000 Euro dotierten Museumspreis.

## Publikationen (Auswahl)
- Heinz Liesbrock: Zeitströmungen. Kunst der Gegenwart aus der Sammlung der Niedersächsischen Sparkassenstiftung, überw. ill. Katalog, Hrsg.: Niedersächsische Sparkassenstiftung, Hannover, 1996
- Martina Fragge, Jennifer Horstmann (Red.): 20 Jahre Niedersächsische Sparkassenstiftung. Bilanz, hrsg. von der Niedersächsischen Sparkassenstiftung, Hannover: Niedersächsische Sparkassenstiftung, 2005; darin:
  - CD von Dirk Liebenow, Arne Meyer: Unser Thema, Programm-Mitschnitt der Fernseh-Sendung NDR 1 Niedersachsen vom 18. August 2005